# Gegen den Wind
Gegen den Wind war eine deutsche Fernsehserie, die von 1994 bis 1997 produziert wurde. Die Dreharbeiten fanden in Sankt Peter-Ording statt. Nach dem Ende der Serie wurde ein Ableger mit dem Titel Die Strandclique produziert.
Der Pilotfilm der Serie wurde bereits 1993 gedreht.
Die Serie wurde bis September 1997 gedreht.
Erstausstrahlung war der 11. Januar 1995 in der ARD.

## Handlung
Die besten Freunde Nik Andersen und Sven Westermann haben nicht nur ihr Hobby gemeinsam, das Windsurfen, sondern werden nach der Hochzeit von Niks Mutter Christine und Svens Vater John quasi Brüder. Christine leitet die Pension Godewind und auch John besitzt ein Hotel, in dem Nik nach einem Surfunfall einige Zeit arbeitet. Jedoch gibt er diesen Beruf schnell auf und steigt mit Sven in die Werbung ein. Nebenbei gibt er Surfunterricht. Die beiden Jungen erleben am Strand von Sankt Peter-Ording gemeinsam mit ihrer Clique (Tjard, Boje, Lonzo, Tanja, Timo, Dennis und Sascha) allerhand Abenteuer und trainieren hart, um ihr Ziel, Profisurfer zu werden, zu erreichen.
Als Nik sich bei einem Surfcontest verletzt, ist seine Zukunft als Surfer in Gefahr. Auch Sven hat es nicht so leicht, seinen Traum zu verwirklichen, da sein Vater ihn lieber ebenfalls in der Hotelbranche sehen möchte. Dennoch unterstützt er seinen Sohn, während Christine Nik am liebsten ganz ohne Surfbrett sehen würde. Nicht nur der Konkurrenzdruck bei Surfwettbewerben, sondern auch Liebesgeschichten stellen die Freundschaft zwischen Nik und Sven auf die Probe. So verlieben sich beide in Niks Krankengymnastin Britta, die dann zunächst mit Sven und schließlich auch mit Nik anbandelt.
Nachdem die Doppelhochzeit von Christine und John sowie dem Pizzeriabesitzer Rocky und dessen Freundin Martina stattgefunden hat, trennt sich Nik von Britta und diese verlässt Sankt Peter-Ording. Svens neue Freundin Sonja kommt bei einem Motorradunfall ums Leben. Nik sieht auf Hawaii Sarah wieder, die er vorher schon in Sankt Peter-Ording kennengelernt hat und bringt diese mit zurück nach Sankt Peter-Ording. Sie gründet gemeinsam mit den anderen Mädchen der Clique, Julia, Svens neuer Freundin, und Martina, den Lokalradiosender Radio SPO.
Ein weiterer Schicksalsschlag ereilt die Familie Westermann, als Christine eines Tages von einem Strandspaziergang nicht zurückkehrt und nie wieder auftaucht. Daraufhin engagiert die Familie Kindermädchen Melissa, die sich fortan um die kleine Stine kümmert. Nik und Sven werden abermals von ihren Freundinnen verlassen, verlieben sich aber schnell wieder neu. Yvonne ist gemeinsam mit Rettungsschwimmer Patrick, der zudem noch ein hervorragender Surfer und somit Konkurrenz für Nik und Sven ist, neu in die Stadt gekommen. Sie wird Niks Freundin, während Sven sich in Vicky verliebt. Vicky wird bald darauf von Sven schwanger, ist sich aber nicht sicher, ob Sven der Vaterrolle gewachsen ist. Daraufhin reist sie nach Südafrika ohne Sven von der Vaterschaft zu erzählen. Nik trennt sich bald wieder von Yvonne. Yvonne verlässt daraufhin St. Peter-Ording wieder. Patrick jedoch bleibt und wird Teil der Clique. Als Sven herausfindet, dass er der Vater von Vickys Kind ist, reist er zu Vicky nach Südafrika und versöhnt sich mit ihr. Die beiden kehren nach St. Peter-Ording zurück und ihr Sohn Klaas, kommt auf die Welt. John verliebt sich derweil in Melissa und die beiden werden ein Paar.

## Sonstiges
- Gegen den Wind war die erfolgreichste Vorabendserie der ARD. Etwa fünf Millionen Zuschauer verfolgten jede Episode.[4]
- Die komplette Serie (52 Folgen / 4 Staffeln) ist auf DVD erhältlich.
- Der Titelsong ist Surfin‘ von Smokie
- Das Lied im Abspann heißt Together Baby und ist von der Band Worlds Apart.
- Teile der Serie wurden auf Maui und in Südafrika gedreht.
- In Reminiszenz an die Serie produzierte Ralf Bauer 2021 den Surf-Film Sem Dhul. Hier kehrt der Held aus dem Himalaya zurück nach St.-Peter Ording.